# Addicted (serie de televisión)
Addicted (en chino, 上瘾; pinyin, Shàngyǐn) es una serie web china estrenada el 29 de enero de 2016 y dirigida por Wei Ding. Se trata de la adaptación fílmica de la novela Are You Addicted? escrita por Chai Jidan. En ella se narra la historia de dos adolescentes de dieciséis años, Bai Luo-yin y Gu Hai, quienes a pesar de sus diferencias sociales y de historia personal forjan una estrecha relación amorosa. 
La serie retrata con naturalidad temas como la homosexualidad, la juventud y su manera de divertirse, los roles familiares, la pobreza y la vida cotidiana. Esto le ha supuesto una gran popularidad tanto en su país de origen como internacionalmente. A pesar de su aceptación, tras la resolución de la Administración Nacional de Radio y Televisión China (NRTA), Addicted fue posteriormente retirada de las plataformas de streaming que la emitían, lo que motivaron varias campañas y quejas por la decisión. Tras una primera temporada de quince episodios, la decisión de la NRTA precipitó su cancelación dejando tramas inconclusas y no resueltas.

## Argumento
Desde que tiene memoria, Bai Luo-yin (Xu Weizhou) ha vivido una vida humilde en un entorno social pobre con su abuela enferma y su descuidado pero amoroso padre, Bai Han-qi (Song Tao). Sus padres se divorciaron diez años atrás y Luo-yin decidió permanecer junto a su progenitor y olvidarse de su madre, quien tampoco se esforzó por mantener una relación estrecha con su hijo. Esto mismo le ha forjado un carácter fuerte e independiente y, sirviéndose de su inteligencia, ha desarrollado sus habilidades granjeándose una buena reputación como estudiante aplicado y reconocido como tal.

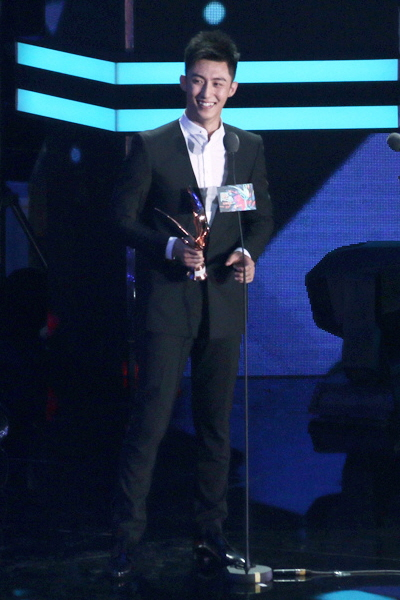
Huang Jing-yu encarna a Gu Hai un joven de familia acomodada que se enamora de Bai Luo Yin y hará todo lo posible para consolidar su relación

Al cumplir los dieciséis años, su distanciada madre biológica, Jiang Yuan (Liu Xiao-ye), vuelve a casarse con Gu Wei-ting (Wang Dong) un oficial militar viudo de buena familia quien también tiene un hijo de la misma edad, Gu Hai (Huang Jingyu). El deseo de su madre es que Luo-yin acceda a vivir junto a su nuevo marido y su hijo para que pueda obtener una mejor formación y prosperar socialmente. Sin embargo, Luo-yin rechaza categóricamente esa propuesta y decide quedarse junto a su padre y su abuela.
Por otra parte Gu Hai, tras la muerte de su madre no tiene una buena relación con su padre. De carácter autoritario y dominante, por su formación como militar, Gu Wei-ting a ojos de su hijo es responsable del fallecimiento de su madre. Guardándole un profundo rencor, Gu Hai no acepta que su progenitor haya vuelto a contraer matrimonio. Por ello, debido a las constantes desavenencias, decide marcharse del hogar familiar a un apartamento. 
Por azar del destino, los nuevos hermanastros con antecedentes emocionales conflictivos que incluyen relaciones previas con antiguas novias, son asignados en la misma clase de un instituto de Pekín, sin ser conocedores de los vínculos familiares que mantienen entre sí. Aunque al principio sus personalidades chocan y tienen varias disputas escolares, lentamente desarrollan una buena amistad que posteriormente culmina en el enamoramiento de Gu Hai por Bai Luo-yin. Este último, para quien una relación amorosa homosexual es algo difícil de aceptar, experimentará como la persistencia y los sentimientos de Gu Hai poco a poco irán superando sus barreras y resistencias hasta que, finalmente, admita que los sentimientos que vive superan la etiqueta de "amistad". 
Sus compañeros de clase, You Qi (Ling Feng-song) y Yang Meng (Chen Wen), quienes también muestran una cierta atracción romántica entre ambos, son testigos de la evolución de la relación de los dos jóvenes, que cristaliza cuando ambos se van a vivir juntos primero a la humilde casa familiar de la familia Bai y, posteriormente, al apartamento de Gu Hai.

## Producción
El reparto principal de la serie está encabezado por actores novatos, aunque algunos artistas como Xu Weizhou ya había incursionado en el mundo artístico como cantante y compositor musical. El rodaje se llevó a cabo entre el 30 de noviembre y el 23 de diciembre de 2015 en la ciudad de Pekín, China. La productora Beijing Fengmang Culture Communication Co. aportó un presupuesto total de 5 millones de yuanes (aproximadamente 720.000 €). El primer capítulo fue estrenado el 29 de enero de 2016, habiendo acumulado diez millones de visitas. Se emitió con una frecuencia de tres episodios semanales, de aproximadamente 25 minutos de duración por episodio, hasta completar los quince episodios de la temporada el 23 de febrero de 2016.

## Reparto
| Actor          | Personaje   | Descripción                                                             |
| -------------- | ----------- | ----------------------------------------------------------------------- |
| Huang Jingyu   | Gu Hai      | Protagonista principal. Hijo de Gu Wei-ting y enamorado de Bai Luo-yin. |
| Xu Weizhou     | Bai Luo-yin | Protagonista principal. Hijo de Jiang Uyan y enamorado de Gu Hai.       |
| Ling Feng-song | You Qi      | Compañero de clase.                                                     |
| Chen Wen       | Yang Meng   | Compañero de clase.                                                     |
| Song Tao       | Bai Han-qi  | Padre de Bai Luo-yin.                                                   |
| Wang Dong      | Gu Wei-ting | Padre de Gu Hai y padrastro de Luo-yin.                                 |
| Liu Xiao-ye    | Jiang Yuan  | Madre de Bai Luo-yin y madrastra de Gu Hai.                             |
| Wang Yu        | Gu Yang     | Primo de Gu Hai.                                                        |
| Lou Qing       | Jin Lu Lu   | Antigua novia de Gu Hai.                                                |
| Zhou Yu-tong   | Shi Hui     | Antigua novia de Bai Luo-yin.                                           |

## Lista de episodios
| Episodio Nº | Fecha original de emisión |
| --- | ------------------------- |
| 1 | 29 de enero de 2016       |
| La familia Bai está integrada por Bai Han-qi, su hijo Luo-yin, y su anciana y eferma madre, quienes viven en un hogar humilde de un barrio pobre de Pekín. Aunque Han-qi es un padre amoroso y protector quien se ha encargado de la crianza de su hijo desde su divorcio, no se maneja bien con las tareas domésticas y accidentalmente arroja la ropa interior de Luo-yin al desagüe, algo que ya ha sucedido en otras ocasiones. De camino al instituto, Luo-yin comenta con su amigo de la infancia, Yang Meng, que su madre va a volver a casarse. Yang Meng expresa su sorpresa porque, aunque hace años que conoce a los Bai, no tiene el recuerdo de haber conocido nunca a la madre. Mientras tanto, Gu Hai duda sobre su asistencia a la ceremonia del nuevo matrimonio entre su padre y su nueva madrastra. Huérfano de madre, Hai se halla resentido con su padre, un oficial bien posicionado, al culparle de la muerte de esta. Su novia, Jin Lu Lu, le aconseja que acuda a la ceremonia. Posteriormente en una cena con su padre, Gu Wei-ting, y su futura madrastra, Jiang Yuan (quien resultar ser la madre de Luo-yin), padre e hijo se pelean. Gu Hai, ante la difícil situación que se encuentra en casa, decide mudarse con la ayuda de su hermana mayor y comienza a hacer una vida ausente de su familia. Luo Yin ignora a su madre cuando ella le comunica sus planes futuros y le aconseja sobre su futura educación. En respuesta Luo Yin reprocha a su madre su desinterés por el y su familia tras su divorcio y rechaza sus pretensiones dejando a su madre llorando. En el inicio de las clases en el instituto tanto Hai como Luo Yin comparte clase pero desconocen el nuevo parentesco que tienen entre sí. Se percatan que una de sus maestras se parece a Jiang Yuan (madre de Luo Yin y madrastra de Gu Hai). Gu Hai, que no es un estudiante muy aplicado, es castigado por el profesor de idiomas por enviar una tarea en blanco. Ante la burla de Luo Yin, en venganza, Hai le arranca una hoja de tarea a Luo Yin de su cuaderno de ejercicios lo que, posteriormente, motivará una reprimenda por parte de la profesora al haber entregado el ejercicio en blanco. El episodio concluye cuando Hai decide seguir a Luo Yin, en el coche con conductor que su padre le provée, hasta la casa donde descubre las humildes condiciones en las que vive la familia Bai. |                           |
| 2 | 31 de enero de 2016       |
| You Qi, compañero de clase de Hai y Luo Yin, recibe un regalo de una admiradora. Interesado románticamente en Luo Yin, Yuo Qi es un joven atractivo y popular que lleva su homosexualidad en secreto y se ha incorporado a la clase. Se hace ilusiones al pensar que Luo Yin está interesado en el pero pronto saldrá de dudas. Han Qi accidentalmente lava una de las dos piezas de ropa interior que le quedan a su hijo Luo Yin con lo que este se queda temporalmente sin ropa interior limpia. Al descubrir Luo Yin en su pupitre una caja con una nueva prenda de ropa interior y medicamentos que está tomando sospecha que alguien de la clase le ha estado siguiendo a su casa y se enfada. Hai le confiesa a Luo Yin que el ha sido quien le ha dejado esos regalos y también que fue el responsable de arrancarle el ejercicio del cuaderno pidiéndole disculpas. Luo Yin le golpea con rabia. Posteriormente Hai solicita un cambio de pupitre para situarse en el posterior de Luo Yin y comienza un plan de venganza cortándole pequeños agujeros en la chaqueta del uniforme de Luo Yin. En clase de educación física Hai logra impresionar a sus compañeros de clase y a su profesor en una prueba de resistencia física logrando alcanzar las 106 flexiones en un minuto. |                           |
| 3 | 3 de febrero de 2016      |
| Luo Yin, conocedor que ha sido Hai el responsable de agujerearle su chaqueta, planea su venganza contra Hai cosiéndole durante la clase de educación física las mangas de la chaqueta. En la siguiente clase Hai recibe una reprimenda por parte del profesor de matemáticas por vestir inadecuadamente y crear alboroto. Como contrapartida Hai empieza a molestar a Luo Yin en la siguiente clase. Durante clase de inglés un adormilado Luo Yin, creyendo que es Hai el que le molesta, se encara con la profesora involuntariamente lo que hace que se expulsado del aula. Esta sucesión de acontecimientos motiva que Luo Yin trame una venganza empleando un aceite mecánico para que las puertas del aula no se puedan abrir desde el exterior. Cuando Hai sale al lavabo no puede regresar al aula, ante la risa de Luo Yin, con lo que el joven decide intentar entrar por la ventana exterior pero se cae sobre el jardín. Sin el conocimiento de Luo Yin, Hai acude al director del instituto revelando el sabotaje de su compañero de clase, lo que hace que su opinión sea negativa. Al día siguiente Luo Yin se encuentra como regalo un desayuno al llegar a clase atribuyéndoselo a la buena voluntad de You Qi. Qi le saca de su error y, para su disgusto, Hai le indica que ha sido él quien le ha traído esos alimentos. |                           |
| 4 | 5 de febrero de 2016      |
| Después de la clase Yang Meng, amigo de la infancia de Luo Yin, le pregunta la causa de por qué no se lleva bien con Gu Hai cuando el es tan amable con él. Yang Meng le desvela que Hai hizo un gran esfuerzo para conseguir el desayuno de Luo Yin y que, aunque el no sea consciente, siempre le está mirando en clase cada vez que Meng se da vuelta. Luo Yin se burla de su amigo diciendo que la causa debe ser que Hai piensa en nuevas ideas para molestarlo. En clase de inglés Hai intenta avergonzar a Luo Yin proponiéndole que sea quien cante una canción en inglés, ya que Luo Yin suele estar adormilado en muchas clases lo que no le impide cumplir sus tareas con brillantez. A pesar de todos esos intentos Luo Yin logra cantar excepcionalmente interpretando una balada romántica de Elton John. Al día siguiente Luo Yin se resfría y toma una medicación caducada contra el catarro. En la enfermería Hai solicita dos pastillas para dormir para hacerle una jugarreta introduciéndolas en la botella de agua de Luo Yin. La combinación de fármacos deja inconsciente en clase a Luo Yin alarmando a Hai, Yuo Qi y Yang Meng. Hai lo carga en su espalda hasta la enfermería donde le administran un goteo intravenoso y, pese a los ofrecimientos de sus dos amigos, decide quedarse junto a Luo Yin para vigilar su recuperación. Cuando Luo Yin por fin despierta y ve a Gu Hai le pregunta por qué está empeñado en hacerle daño. Gu Hai responde que está "enfermo" por Luo Yin y que este tendrá que soportar algo de sufrimiento para que el pueda "mejorar" a lo que el joven no sabe cómo reaccionar. Al día siguiente se distribuyen los resultados de los exámenes y Luo Yin tiene una de las puntuaciones más altas en la clase. Wu Fang, un alumno de otra clase celoso por los resultados de Luo Yin, irrumpe en clase para encararse con el y comienza a insultar a su madre acusándola de ejercer la prostitución. Enfurecido Gu Hai le exige que se disculpe y, ante su negativa, derriba a Wu Fang y comienza a golpearlo violentamente. El director y el maestro acuden para detener la pelea y llevarse a Gu Hai. Luo Yin, sorprendido por la reacción de su compañero, espera que Gu Hai vuelva a clase y muestra ante sus amigos su preocupación por si es expulsado del centro. Gu Hai regresa asegurando a Luo Yin que no debe preocuparse y regresará mañana a clase. Antes de irse Luo Yin percibe las manchas de sangre de la camiseta con la que Gu Hai se peleó y, desvistiéndose, cambia la camiseta manchada por la suya. |                           |
| 5 | 7 de febrero de 2016      |
| Luo Yin, afectado por los insultos de Wu Fang, se marcha solo a cenar y beber cerveza para aplacar su malestar. Gu Hai ve a Luo Yin en un restaurante callejero y decide compartir la cena, compartiendo historias y mostrándole su afecto y preocupación. Luo Yin desvela que rompió con su exnovia con quien, a pesar de ser una chica cariñosa, no se entendía. Ya muy borracho Luo Yin amaga con ir a orinar pero, al tambalearse, es sujetado por Gu Hai. Aunque Luo Yin le pide que también se baje los pantalones Gu Hai rehúsa, indicando que no quiere orinar, a lo que Luo Yin responde indicando que quiere comprobar quién de los dos está más dotado. Camino de casa Gu Hai decide cargar sobre su espalda a Luo Yin porque ve difícil que pueda llegar al domicilio familiar de los Bai. Una vez allí le explica a Han Qi que su hijo ha tenido un mal día y se ha pasado con el alcohol. Han Qi, sorprendido por el gesto del joven, se pregunta qué clase de padres le han dado una educación tan buena a Gu Hai. De vuelta a su casa Gu Hai se enfrenta a su padre Wei Ting quien le ordena que vuelva al domicilio familiar y que asista a la antigua escuela con su nuevo hermanastro. Tras el rechazo de su hijo Wei Ting, enfurecido, intenta golpearlo siendo detenido por el chófer de la familia y amenaza con cortar la manutención del joven. A la mañana siguiente Gu Hai sale en bicicleta en dirección al instituto. Luo Yin, de resaca, está desayunando en el puesto de comida de la tía Zou y le pregunta la manera de limpiar las manchas de sangre de la ropa. Camino del instituto ambos jóvenes se encuentran y Gu Hai se ofrece a llevar a Lou Yin en la bicicleta. Sorprendido por no haber visto nunca a Gu Hai en la zona Luo Yin advierte que conoce a todos los vecinos pero a él no. Gu Hai pretexta que sus horarios son distintos. Tras recordarle anécdotas de la noche anterior finalmente Luo Yin accede a subir a la bicicleta. Al día siguiente ambos jóvenes vuelven a compartir viaje en bicicleta y desayunan juntos. Ya en clase Yang Meng advierte a Yuo Qi que desde hace unos días Luo Yin no viene con el al instituto a pesar de la cercanía de sus casas. Este último le pregunta a Luo Yin el motivo por el que no comparte trayecto con su amigo de la infancia. Este pretexta una coincidencia. Luo Yin devuelve las prendas manchadas de sangre ya limpias a Gu Hai quien se sorprende por el gesto. Después de clase Gu Hai recibe una llamada telefónica de sus amigos para salir el siguiente sábado pero este no acepta e indica que, salvo emergencia, no contacten con el si no han hablado antes por teléfono. A la mañana siguiente Luo Yin, con quien vuelve a compartir el trayecto en bicicleta al instituto, le ofrece ir a pescar el mismo día. Gu Hai acepta y ambos terminan en un río cercano, momento que aprovecha Gu Hai para intimar con Luo Yin. En un lance de la pesca Luo Yin captura un pez que se escapa y Gu Hai se mete en el río logrando finalmente capturarlo. |                           |
| 6 | 10 de febrero de 2016     |
| Luo Yin y Gu Hai consiguen una gran captura de peces el sábado. Gu Hai, deseoso de comer en casa de Luo Yin, se autoinvita a comer pero Luo Yin insiste en que prefiere preparar el pescado y llevárselo después. Tras habérse metido en el río Gu Hai consigue que el padre de los Bai le invite a ducharse ante la consternación y enfado de Luo Yin que intentaba evitar esa situación. También le ignora cuando Han Qi invita a Gu Hai a cenar en contra de los deseos de su hijo. Tras la comida Han Qi le indica a su hijo que acompañe a su amigo a casa pero, a mitad de camino, Gu Hai dice que puede llegar solo por miedo a que descubra donde vive realmente. Luo Yin hace ver que se marcha pero, en secreto, se oculta detrás de él. Sintiendo que lo están siguiendo Gu Hai irrumpe en una casa vecina y, una vez dentro, tira su bicicleta y su mochila sobre la puerta de su casa real. Por la mañana Gu Hai se percata que Luo Yin lo está esperando fuera y vuelve a salir con sus cosas por la puerta del mismo patio en el que irrumpió la noche anterior. Los amigos que Gu Hai manifiesta su extrañeza al no haber coincidido el sábado y lo están buscando al pensar que algo malo haya podido sucederle. De camino al instituto dos de ellos ven a Gu Hai en la bicicleta con Luo Yin. Pero, extrañados por la situación ya que Gu Hai es una persona con recursos económicos, acaban pensando que se trata de alguien con un aspecto parecido ya que ven inverosímil que circulara con una vieja bicicleta. En la escuela la novia de Gu Hai, Jin Lu Lu, se presenta exigiendo ver a su novio. Ella quiere que él vuelva a casa pero él responde que a él le gusta su vida tal y como está en ese momento y que está siendo celosa sin motivo. Minutos después Lu Lu se pelea con una estudiante que estaba coqueteando con Gu Hai. Avergonzado por el incidente Gu Hai lleva a su novia a un aparte y le hace una propuesta: Lu Lu puede quedarse en la ciudad cuanto quiera siempre que ella no mencione su situación socioeconómica ni sus orígenes. Después de la escuela Gu Hai invita a Luo Yin a encontrarse con Lu Lu y los tres almuerzan juntos. Lu Lu se muestra celosa de la atención que Luo Yin está recibiendo de Gu Hai pero no deja de sentirse gradualmente atraída por el joven quien desvía la atención hacia ella. Una vez que terminan de comer Lu Lu le pide a Luo Yin que vigile a Gu Hai y que la llame si algo sucede. Al día siguiente, desayunando en el puesto de la tía de Luo Yin, Gu Hai le cuenta la historia de su relación con Lu Lu y terminan su conversación hablando sobre qué tipo de chicas les gustan. |                           |
| 7 | 12 de febrero de 2016     |
| Poco a poco ambos jóvenes siguen fortaleciendo su amistad y siguen acudiendo juntos al instituto. En clase You Qi, que manifiesta un interés romántico por Luo Yin, le pide como excusa que le ayude con una tarea en presencia de Gu Hai. Este último, víctima de celos porque se da cuenta la segunda intención que hay tras la petición de Qi, se encara con el para marcarle la línea roja en su trato con Luo Yin. En casa de la familia Gu el padre y su nueva esposa hablan sobre la relación familiar. Jiang Yuan intercede por Gu Hai ante su padre pidiéndole que, si no quiere volver al domicilio familiar, no debería forzar la situación o ponerse violento. El padre accede a cambiar su comportamiento. Adaptándose a su nueva situación económica Gu Hai le pide a Luo Yin que le indique un lugar barato donde poder adquirir la ropa que necesita. Ambos jóvenes acuden a un mercado donde Luo Yin le enseña a regatear con diferentes dependientes. Por iniciativa de Gu Wei Ting convoca a Luo Yin a su casa donde trata de persuadir al joven para que se mude a su casa con el y su madre con la promesa de obtener un futuro más próspero y una buena educación. El joven agradece el ofrecimiento pero lo declina asegurando que confía en sus posibilidades para triunfar por sí mismo. En casa de la familia Bai Han Qi invita a comer a Gu Hai, ante el desconcierto de su hijo, donde además intercambian brindis y toman alcohol. Gu, con la excusa de encontrarse muy borracho, aprovecha la situación para dormir en la cama de Luo Yin pese a los intentos de este por que no lo haga. Pasado un rato, intercambiando confidencias y haciendo planes sobre la fiesta de la Luna, un reloj se desprende fortuitamente de la pared golpeando el pie de Gu ante la carcajada de Luo Yin. Al día siguiente los dos jóvenes van en bicicleta al instituto pero es Luo Yin quien pedalea por el incidente anterior. Circunstancia que Gu aprovecha para abrazarlo con la excusa de no caerse de la bicicleta ante las protestas de Luo Yin. Después se revela que Gu no tiene ninguna cojera ni está dañado: es una artimaña para tener más contacto físico con Luo Yin. En el instituto Gu recibe la visita de su nueva madrastra, quien también trata de persuadirle para que vaya al domicilio familiar, obteniendo la misma respuesta que su marido con Luo Yin. Posteriormente, en casa de los Bai, Gu Hai ha comprado un pastel para conmemorar la fiesta de la Luna y se lo ofrece a Luo Yin. Ambos jóvenes acaban durmiendo en la cama momento en que Luo Yin revela a Gu que sabe de su buena situación económica: la casa donde vive en realidad es alquilada, al principio un chófer acudía a recogerlo al instituto o cuando pidió cambiarse de pupitre observó que llevaba un caro reloj de edición limitada. Divertido por haberlo descubierto Luo Yin se ríe. Gu, afectado, le pide que eso no cambie su relación actual. Luo Yin indica que el no siente animadversión contra la gente poderosa económicamente y es un tema al que no le da importancia. Finalmente ambos jóvenes acaban durmiendo en la única cama del cuarto de Luo Yin. |                           |
| 8 | 14 de febrero de 2016     |
| Durante la noche Gu Hai intenta que Luo Yin se gire en la cama para que le sea más fácil abrazarlo y tener contacto físico pero el joven lo rechaza. A la mañana siguiente ambos amanecen abrazados y, aunque Luo Yin se enfada y hace ademán de golpearlo, finalmente decide arroparlo con cuidado. En el patio del instituto hay un partido de baloncesto donde participan Gu Hai y Luo Yin. En un momento determinado se incorpora You Qi, que se demuestra un consumado jugador, pero es expulsado a patadas del campo por Gu Hai. Otro de los jugadores hace un fuerte placaje a Luo Yin quien resulta herido contra el poste de la canasta. Sus amigos Yang Meng y You Qi acuden presurosos a interesarse y socorrerle ante los celos de Gu Hai. La desmedida reacción de Gu Hai motiva una discusión entre ambos jóvenes mostrándose cuando llegan a casa y Luo Yin ignora a Gu Hai. Este último, sin embargo, antes de llegar al domicilio de los Bai pasa por una farmacia para adquirir medicamentos con los que tratar los hematomas de Luo Yin. A pesar de que se ofrece para ducharlo Luo Yin no lo permite aunque sí que lo trate con la medicación que ha comprado. Posteriormente ambos van a la cama para dormir y, nuevamente en medio de la noche, Gu Hai intenta una aproximación física ante el rechazo de Luo Yin. Sugiriéndole que si práctica sexo con su amigo tendrá más posibilidades de éxito en el futuro la conversación deriva hacia el pasado sexual de ambos algo sobre lo que Luo Yin no quiere hablar. A la mañana siguiente ambos jóvenes acuden a desayunar como de costumbre al puesto de comida callejera de la tía Zou pero se percatan que ha tenido un problema con unos hombres que le han desmontado el puesto. Posteriormente Gu Hai acude a visitar a Zhang, uno de los representantes del gobierno en la ciudad, y le solicita ayuda para que la tía Zou pueda acceder a un local que le permita mejorar su situación económica. Dicha petición prosperará y Zou se verá en poco tiempo al frente de un restaurante para alegría de la familia Bai y la sospecha de Luo Yin sobre las razones de ese cambio. En una conversación nocturna en el tejado de la casa Luo Yin agradece a Gu Hai sus gestiones para ayudar a la tía Zou y a su familia. Gu Hai le inquiere sobre sus sentimientos y si él se siente cómodo al tenerlo en su vida pero Luo Yin no da una respuesta definitiva. Sin embargo Gu Hai sí le confiesa la profundidad de sus sentimientos propios y su intención de darle más peso en su vida. En la siguiente escena ambos jóvenes pasarán la velada con los amigos de Gu Hai lo que le servirá a Luo Yin para descubrir parte del pasado de su amigo hasta entonces desconocido: la relación con su novia Lu Lu, la renuencia de Gu Hai al contacto físico con otros hombres o a beber de su misma copa -cosa que no hace con Luo Yin-. Después de la fiesta, cuando ambos están en el dormitorio de Luo Yin, Gu Hai se muestra cariñoso y deseoso de tener contacto físico. Sin embargo Luo Yin se escabullirá poniendo como excusa que el perro del domicilio está inquieto y lloroso. En la última escena Gu Hai se lamentará que, pese al tiempo que lleva conviviendo con la familia Bai, el perro obtiene más cariño que él mismo por parte de Luo Yin. |                           |
| 9 | 17 de febrero de 2016     |
| La misma noche Gu Hai pretextará una molestia en el labio para comprobar si Luo Yin se anima a darle cariño. En su lugar le aplica, como maldad, una crema contra las hemorroides que hará que Gu Hai salga del dormitorio disparado ante la carcajada de su compañero de habitación. A la mañana siguiente ambos jóvenes se encuentran en el apartamento alquilado por Gu Hai para hacer la mudanza a casa de los Bai, que será el nuevo domicilio de Gu Hai, cuando aparece Lu Lu quien reprocha a su novio su desidia. Tras una fuerte discusión, en la que rompe su teléfono móvil recién reparado por Luo Yin, Gu Hai volverá a por Lu Lu quien le confiesa que, en sus años de relación, es la primera vez que la busca tras un episodio similar. Gu Hai le explica las virtudes de su amigo, desperando las sospechas en Lu Lu sobre la naturaleza de los sentimientos que profesa hacia el, corroboradas cuando, al ir a un restaurante, se muestre más preocupado por su amigo que por ella. Lu Lu, enfadada, se marchará del restaurante mientras los dos jóvenes terminan de comer. En casa de los Bai Luo Yin regala un teléfono inteligente, adquirido por su padre, a Gu Hai. Como agradecimiento el reparará unas goteras. Ya de noche ambos jóvenes hablan en la cama sobre la relación de la tía Zou, dueña del restaurante, y Han Qi, padre de Luo Yin. Ante la idea de Gu Hai de que los mayores tengan una relación más estrecha, quizá laboral que profundice en la personal, Luo Yin expresa sus dudas revelando que Zou es una mujer separada, no viuda, madre de un niño de corta edad. Al día siguiente Han Qi es convocado por el dueño de su empresa indicándole que piensa transferirle a otra factoría, con mejores condiciones económicas y laborales, como recompensa a su buen trabajo durante esos años. Luo Yin, informado por su padre, recrimina a Gu Hai su comportamiento porque se da cuenta de que, gracias a sus influencias, su padre y tía Zou han obtenido una mejora. |                           |
| 10 | 19 de febrero de 2016     |
| Gu Hai desvela que, como agradecimiento por el trato de la familia Bai, tomó la decisión de ayudar a Han Qi ya que le dolía ver el duro trabajo que tenía que hacer. Luo Yin, herido en su orgullo, le recrimina que los asuntos de su familia no le conciernen. Gu Hai, molesto, reconoce que debería habérselo consultado a Luo Yin pero, al temer su reacción, decidió actuar por su cuenta. Trata de tranquilizarlo asegurando que en ese nuevo puesto su padre deberá demostrar su valía y que, prosperando, podrá mejorar la opinión que tía Zou tiene de él. Durante la cena Han Qi comunica que lo primero que ha hecho con el anticipo económico de su nueva empresa es comprar una nueva cama para el dormitorio de los jóvenes. Ante la cara divertida de Luo Yin, quien confía dormir solo, Gu Hai, visiblemente disgustado, pone excusas para que devuelva la cama sin resultados. A la noche, con ambas camas separadas, Gu Hai dice que dormir solo es incómodo y se queja de la falta de tacto de Luo Yin cuando, según el, dormían plácidamente abrazados cuando compartían cama. Gu Hai comienza a cantar una canción romántica y, para que deje de desafinar, Luo Yin sigue cantando. Más tarde, creyéndolo dormido, Gu Hai se aproxima a la otra cama pero se pincha con un cactus que Luo Yin ha colocado para evitar su aproximación. A la mañana siguiente Luo Yin se despierta con la mano de Gu Hai en la entrepierna, que retira rápidamente, y se percata que durante la noche este ha montado unidas las dos camas para que no se puedan separar. A la mañana siguiente, en el instituto, Yuo Qi avisa con una nota a Luo Yin que ha visto a Lu Lu, la novia de Gu Hai, acompañada por otro hombre. Por el temperamento de Gu Hai, con quien ya ha tenido disputas previas, le pide que sea él quien se lo comunique. Inmediatamente Gu Hai busca verificar la información, consigue dar con Lu Lu y su acompañante, y los sigue a un hotel. Pese a las súplicas de su hasta entonces novia Gu Hai decide romper la relación. Pasado un rato recibe una llamada de Luo Yin quien le pregunta si volverá a casa. En la habitación le revela lo sucedido y Luo Yin le muestra afecto y consuelo por la situación. Al día siguiente Gu Hai y Luo Yin ayudan en el estreno del nuevo restaurante de tía Zou. Jiang Yuan, la madre de Luo Yin, aparece para reprochar a su hijo que no vea con malos ojos la relación de su padre con la tía Zou pero sí su propia relación. Preocupado por la desaparición de Luo Yin, Gu Hai sale a buscarlo al exterior del restaurante, momento en que ambos jóvenes descubren su conexión familiar. Luo Yin, desconcertado por la revelación, abandona precipitadamente el restaurante con la sospecha de que Gu Hai ya lo conocía pero que no lo había revelado por una doble intención. En la casa de los Bai ambos jóvenes mantienen una fuerte discusión en la que Luo Yin le pide a Gu Hai que se marche de casa. Gu Hai lo rechaza desvelando que está enamorado y que no piensa abandonarlo. Luo Yin admite que no puede odiar a Gu Hai ni a su familia pero que le es muy difícil aceptar a su familia por lo que le ha hecho a los Bai. Gu Hai, emocionado, se queja de la intransigencia de Luo Yin quien, por orgullo, prefiere expulsarlo de su vida. Finalmente Gu Hai decide abandonar temporalmente el domicilio familiar de los Bai. |                           |
| 11 | 21 de febrero de 2016     |
| You Qi, inquieto por la ausencia de Luo Yin durante dos días, le pregunta a Gu Hai por su compañero de clase sin obtener respuesta. Yang Meng, amigo de la infancia de Luo Yin, también desconoce la causa. Por tanto decide ir, siguiendo a Yang Meng, a casa de los Bai. Han Qi recibe afectuoso a Yang Meng pero, tras ver a You Qi, le pide ayuda a Yang Meng con la comida y You Qi aprovecha para acceder al dormitorio de Luo Yin. Despertado el joven Yuo Qi le pregunta si se ha peleado con Gu Hai y si no cree que la relación entre ambos es extraña. A la mañana siguiente Luo Yin va a clase junto a sus dos compañeros mientras Gu Hai, observando la escena desde un taxi, decide ausentarse. Una compañera le entrega a Luo Yin los ejercicios de Gu Hai interesándose por su paradero. Observando un cuaderno Luo Yin se percata que Gu Hai ha realizado un trabajo de caligrafía escribiendo repetidamente su nombre. Tras descubrir que ha acudido a clase los días en que el ha estado ausente Luo Yin se nota apesadumbrado por la situación. Gu Hai busca consuelo en sus amigos quienes tratan de animarlo en una fiesta despotricando contra su antigua novia. Aunque ellos le proponen conocer nuevas chicas, cosa que tiene fácil por su atractivo, el joven confiesa muy borracho que extraña a Luo Yin a quien se refiere con el apelativo cariño de Yin Zi. Luo Yin es informado de que existe la posibilidad de que Gu Hai sea trasladado a otro instituto. Inmediatamente reacciona y, con la excusa de entregarle su mochila con los ejercicios, lo busca. Una vez juntos hablarán sobre su situación y Gu Hai le confesará que sólo ha llorado por una persona, Luo Yin, algo que no hizo ni tras la muerte de su madre. De camino al domicilio de los Bai Luo Yin recordará bonitos momentos en común y tendrá una conversación con su padre quien le recriminará su actitud. Han Qi, tras conocer la causa de la disputa y restarle importancia, le exige a su hijo que le pida disculpas a Gu Hai y lo convenza para volver a casa. Al día siguiente, camino de la escuela, Luo Yin es interceptado por dos secuestradores. Maniatado en una habitación Luo Yin descubre que esa acción ha sido ordenada por Gu Hai. Este, colocándosele encima, le advierte que no va a poder librarse de él fácilmente y le besa pese a su oposición. Gu Hai cree que la imagen que tiene Luo Yin de él no es muy positiva pero revela que lo ama, que lo desea de manera obsesiva y, aunque opine que es un pervertido, pagará cualquier precio siempre que pueda estar a su lado. Luo Yin desvela que ese día, tras la conversación con su padre, iba a pedirle disculpas y pedirle que volviera a casa de los Bai. Gu Hai, que no esperaba esa reacción, piensa que es una treta para escapar pero, tras hablar por teléfono con Han Qi, descubre que Luo Yin le ha dicho la verdad. Gu Hai le libera de las esposas y Luo Yin, con rabia, le golpea furiosamente. Gu Hai confiesa a Luo Yin que todo lo que ha dicho ha salido del fondo de su corazón y le pregunta si lo ama aunque sea un poco. Luo Yin, consternado, responde que no. Pero Gu Hai, a pesar de sus actos, siente que Luo Yin también lo ama y está dispuesto a darle tiempo, colmarlo de amor y lograr que el joven admita la verdadera naturaleza de sus sentimientos hacia el. En la última escena del episodio ambos jóvenes comparten una comida con el padre de Gu Hai y la madre de Luo Yin. Ambos nuevamente vuelven a rechazar la oferta de vivir en el domicilio familiar pero sí surge la posibilidad de que ambos, con el tiempo, empiecen a convivir en el apartamento propiedad de Gu Hai. |                           |
| 12 | 24 de febrero de 2016     |
| En casa de los Bai Gu Hai se presenta con regalos: un sillón de masaje para la abuela, materiales escolares para el hijo de tía Zou y a Han Qi le promete una reforma en el domicilio. A solas con Luo Yin le dice que ha ordenado que la medicación para la abuela se les entregue a domicilio pero el joven responde que esas cortesías con el no funcionan. En el instituto You Qi descubre que Gu Hai y Luo Yin duermen en la misma habitación. Reflexivo avisa a Luo Yin que en un examen médico previsto, que incluye la observación genital, deberán desnudarse. Preocupado porque Gu Hai lo pueda ver desnudo Luo Yin pide al vicemonitor que no les ponga en el mismo grupo. Durante el examen Luo Yin logra evitar el grupo de Gu Hai pero, debido a la ausencia de varios compañeros que no quieren coincidir con el por su físico, acaba siendo examinado a la vez que Gu Hai y You Qi. En el examen genital tanto Gu Hai como You Qi observan atentamente el cuerpo de Luo Yin ante la mirada pícara de Gu Hai. Pero al salir del examen el vicemonitor le comenta a Luo Yin que unas pruebas preliminares pueden revelar que padezca hepatitis lo que alarma al joven. A la noche, en el apartamento de Gu Hai, Luo Yin le comenta la noticia pero Gu Hai no le da credibilidad. Luo Yin no acepta bien las bromas con las que Gu Hai quiere rebajar la tensión y, en un aparte, este se da cuenta de que la vía directa no funciona con Luo Yin pero que el cariño y el afecto puede que sí lo haga. Abrazándolo y reconfortándolo con palabras Luo Yin reacciona bien a la preocupación de Gu Hai. Tras la cena Luo Yin se ducha y, solo tapado con la toalla, le pide un pijama a Gu Hai quien, al verlo prácticamente desnudo, se excita. En la habitación Luo Yin busca en internet información sobre la hepatitis y Gu Hai se aproxima recriminándole cariñosamente que, al desnudarse frente a él, voluntariamente lo ha seducido. En un ambiente distendido ambos jóvenes acaban manteniendo una relación sexual tras la que Gu Hai le dice a Luo Yin que ha sido encantador y muy caliente. Abrazado a Luo Yin, sin que oponga resistencia, Gu Hai le promete que le colmará de cariño y afecto. A la mañana siguiente, en clase, el vicemonitor comunica a Luo Yin en presencia de Gu Hai que se ha descartado que tenga hepatitis sino sólo los anticuerpos de la enfermedad. El resto de la clase deberá vacunarse pero no tres compañeros de clase entre los que está Luo Yin. Mirándose a los ojos Luo Yin revela a Gu Hai que el diagnóstico erróneo del vicemonitor ha sido algo muy doloroso. El vicemonitor acabará recibiendo un puñetazo de Gu Hai quien le culpa por haberle arruinado el plan con el que, por fin, había logrado intimar físicamente con Luo Yin. You Qi le ofrece a Luo Yin que acuda a su domicilio familiar para pasar el fin de semana. Alarmado por la propuesta Gu Hai también le pide que lo acompañe en la misma fecha para comprar muebles. Finalmente Luo Yin, para satisfacción de Gu Hai, rechaza el ofrecimiento de You Qi. Molesto por lo sucedido You Qi discute con Yang Meng, a quien le reprocha su manera de comportarse y de ser, ante la indiferencia de su compañero de clase. De noche, en casa de los Bai, ambos jóvenes estudian para un examen. Para incitarlo a estudiar Luo Yin le dice que, si no domina la materia, acabará durmiendo en la habitación de su padre. En la siguiente escena ambos aparecen abrazados en la cama y cuando Gu Hai le pide una recompensa por haber acertado todas las preguntas, Luo Yin le dice que esa es su obligación. Al día siguiente, camino del instituto, Gu Hai admite que sus ahorros han menguado notablemente al no querer aceptar dinero de su padre. A Luo Yin se le ocurre una idea para obtener dinero rápido. |                           |
| 13 | 26 de febrero de 2016     |
| El episodio comienza con Luo Yin, Gu Hai y sus amigos jugando una partida de Mahjong con apuestas. Partida tras partida Luo Yin gana las partidas hasta que, durante la comida posterior, se revela que posee memoria eidética lo que le ayuda a saber las piezas que tanto el como los demás tienen. Luo Yin de todos modos afirma que la suerte también es parte fundamental. En total la pareja obtiene, para satisfacción de Gu Hai, 12.000 yuanes durante el juego. Al día siguiente, en el patio del instituto, Yang Meng pide socorro a Luo Yin explicándole que, sin causa aparente, You Qi lo está acosándolo. Gu Hai, celoso del amigo de infancia de Luo Yin, lo aparta lo que no impide que Luo Yin le regale el helado con que, a su vez, le había obsequiado Gu Hai. En el exterior de la clase la conversación se repite momento que aprovecha Gu Hai para quitarle un ejercicio a Luo Yin advirtiéndole que debería centrarse más en el estudio que en el chismorreo con sus compañeros. You Qi, en un aparte, niega ante Luo Yin el comportamiento que le achaca Yang Meng pero, al salir de clase, Luo Yin y Yang Meng volverán juntos a casa para disgusto de Gu Hai que decide no acompañarlos. En casa de los Bai Gu Hai, enfadado, decide no entrar y quedarse en la puerta. Han Qi, pese a las protestas de su hijo, volverá a defender a Gu Hai, lo obligará a quedarse fuera mientras Gu Hai esté ahí y, finalmente, le obligará a pedirle disculpas. A la noche ambos jóvenes van a dormir y Gu Hai se sincera afirmando que le resulta muy difícil controlar sus sentimientos frente a los amigos de Luo Yin y que le ayudaría si le confesara sus verdaderos sentimientos por el. Aunque Luo Yin no está preparado para confesarle sus emociones sí le revela que, aunque no lo exprese, Gu Hai ya sabe qué sentimientos siente por el. Reconfortado y con una gran sonrisa ambos duermen abrazados. A la mañana siguiente Yang Meng acude a la casa de los Bai antes del instituto. Alarmado, porque no quiere que sepa que duermen juntos, Luo Yin se despertará a toda prisa para evitar tener que dar explicaciones pero Yang Meng se percata de la situación. Luo Yin le dice que desde hace dos meses viven juntos porque Gu Hai ha tenido problemas familiares y, aunque históricamente Luo Yin no ha dormido con nadie, decidió acogerlo en casa. A la tarde ambos jóvenes pasean por el río y observan a Han Qi charlando animadamente con tía Zou. Gu Hai confiesa que le encantaría que ambos se casaran porque, así, Luo Yin se convertiría en un joven con novio y permitiría que ambos vivieran juntos en el apartamento de Gu Hai. En la casa padre e hijo mantienen una charla en la que Luo Yin le propone que se case con tía Zou haciendo suyos los argumentos de Gu Hai. El episodio termina con el banquete de bodas de Han Qi y tía Zou a la que acuden sus familiares y amigos. Feliz por el acontecimiento Luo Yin brinda y sonríe por la nueva pareja. |                           |
| 14 | 28 de febrero de 2016     |
| Tras el banquete, habiéndose despedido los invitados, Luo Yin está ebrio tras haber ingerido mucho alcohol. Aunque su padre insiste en que se queden en casa de los Bai Gu Hai indica que no van a arruinar su noche de bodas y, cargando sobre su espalda a Luo Yin, se marchan al apartamento. En el trayecto Luo Yin le susurra a Gu Hai que quiere ir al tejado del edificio. Una vez allí Luo Yin llora desconsoladamente, ante un emocionado Gu Hai, por la pérdida de la vida familiar y la relación que hasta entonces tenía con su padre. Gu Hai le indica que su padre siempre lo será y siempre lo querrá pero que, después de él, nadie le amará tanto como él lo ama. A la mañana siguiente Gu Hai despierta abrazado por Luo Yin pero debe marcharse a recoger a su primo Gu Yang, dos años mayor que el, que está en la ciudad por negocios. A la hora de comer los tres jóvenes se reúnen en un restaurante pero Gu Yang destaca por una personalidad fría, exigente y no congenia con Luo Yin. A la noche se presenta en el apartamento de Gu Hai criticando la decoración y el estilo de la casa. Gu Hai, sin saber que su primo ha llegado a casa, sale desnudo de la ducha y, pretextando que se van a acostar pronto, logra que se marche al poco de llegar. Al salir del apartamento Luo Yin se encierra en el dormitorio pero Gu Hai, con artimañas, logra que salga de la habitación, lo carga sobre los hombros y lo tira sobre la cama donde se sugiere que mantienen una relación sexual. Más tarde Luo Yin le preguntará por el tipo de relación que tiene con su primo y Gu Hai le contará alguna anécdota infantil pero no quiere profundizar justificándose en que su primo tiene un fondo perverso del que él carece. Al día siguiente Gu Hai y Gu Yang toman un té. Al preguntarle Gu Hai cuando se marchará Gu Yang le pregunta por la prisa que parece tener en perderle de vista, algo que es nuevo, y afirma que la causa quizá es que ahora tiene una persona de la que ocuparse. Veladamente Gu Yang sugiere que, en el pasado, entre ambos hubo algún tipo de relación más allá de la familiar o la amistad. En la siguiente escena Gu Hai y Luo Yin, volviendo del instituto, se detienen en un quiosco para comprar unos aperitivos de arroz. Por una confusión en la denominación del sabor Gu Hai acabará pidiéndolos, en lugar de "carne de pollo", con sabor "carne de pene". La dependienta y Luo Yin, carcajeándose, le advierten de su error. Avergonzado Gu Hai le replica a Luo Yin que, esa noche, la carne que comerá será la suya. Al volver a casa ambos jóvenes descubren abierta la puerta del apartamento. En su interior se encuentra la madre de Luo Yin quien, por sugerencia de su nuevo marido, ha acudido para hacer algo de limpieza y comprobar si están bien. Ambos, molestos por la intromisión, hacen la vida cotidiana que suelen hacer y descubren que ha podido entrar en el apartamento porque tiene un juego de llaves. Una vez que se marcha Gu Hai decide que es necesario cambiar la cerradura para evitar que la escena se repita. |                           |
| 15 | 29 de febrero de 2016     |
| La víspera de Navidad Luo Yin se despierta solo en la cama. Extrañado por la ausencia de Gu Hai lo espera fuera pese al intenso frío. Al llegar este indica que ha salido a comprar el desayuno pero que, debido a la congestión del tráfico, ha tenido que volver corriendo a casa. Antes de salir hacia clase Luo Yin anuda una bufanda al cuello de su compañero quien agradece el gesto. Ambos caminan en una zona de centros comerciales decorados con motivos navideños. En clase You Qi regala un encendedor a Luo Yin, detalle que este agradece, para satisfacción de su compañero de clase. Al entrar Gu Hai revela que una compañera le ha regalado una bufanda y, al preguntar su significado, Luo Yin afirma que esa chica siente un interés romántico por el. Gu Hai, para despertar los celos de Luo Yin, dice que piensa usarla consiguiendo su objetivo. Finalmente decide devolver el regalo y, siguiéndole con la mirada, Luo Yin se tranquiliza. Al salir de clase ambos se intercambian un regalo pero, sin haberlo hablado, se compran mutuamente unos guantes en medio de la risa y la complicidad. En Navidad Luo Yin y Gu Hai invitan a los amigos de este último a comer al apartamento. Aunque Gu Hai no es un experto cocinero se encarga de preparar la comida. Tras indicar que Luo Yin es unos días mayor que Gu Hai, para sorpresa de sus amigos, hacen bromas sobre el modo que Luo Yin ejerce un dominio sobre su amigo algo que, por su carácter, nunca creyeron posible. Uno de ellos menciona que, en el pasado, Gu Hai criticó a Luo Yin pero el primero cambia la conversación para no revelar ese episodio. Tras la cena ambos están dormidos en el sofá. Luo Yin recibe una llamada telefónica de su exnovia quien quiere verlo. Él se niega. Tras finalizar la conversación Luo Yin carga en brazos a Gu Hai, dormido, y lo lleva a la cama donde se besan y se sugiere que mantienen relaciones sexuales. A la mañana siguiente, en casa de los Bai, Gu Hai contesta una nueva llamada de la exnovia de Luo Yin pero dice que el es el novio de Luo Yin y cuelga. Luo Yin, fortuitamente, descubre un reloj de pulsera regalo de su exnovia, despertando los celos de su novio. Zanjando la situación Luo Yin llama a su exnovia y le pide que se olvide de su existencia porque ahora tiene un nuevo novio y su vida es distinta. La pareja vuelve al apartamento y Luo Yin recibe una carísima caja con regalos de importación de Gu Hai: cinturones, cadenas, pulseras y un reloj. Preguntado por el dinero con que lo compró Gu Hai dice que su primo se lo ha prestado pero que no lo ha gastado todo. Luo Yin dice que no necesitaba comprarle esos regalos porque no hay ninguna posibilidad de que vuelva con su exnovia. Bajando al garaje Gu Hai, para alarma de Luo Yin, le enseña un nuevo coche que ha comprado con la herencia de su madre. Tras acceder al interior ambos jóvenes se besan y Gu Hai desvela que hará cualquier cosa y satisfará todo lo que su novio le pida para ser feliz pero que, si le inflinge cualquier daño, no tendrá compasión. En la última escena del episodio -y de la serie- ambos jóvenes están en clase y, para desconcierto de los presentes, aparece súbitamente Shi Hui la exnovia de Luo Yin. |                           |

## Recepción
Addicted obtiene una muy positiva valoración en los portales de información cinematográfica. 
En IMDb, con 281 valoraciones, obtiene una puntuación de 8,4 sobre 10.

"Encontré esta miniserie en imdb a través de "A las personas que les gustó esto también les gustó ...". Lo busqué en Wikipedia y dice "serie web", así que supongo que la única forma de ver esto es en Youtube o en sitios relacionados. Yo era un poco escéptico y no esperaba mucho. Sin embargo me sorprendió muy bien. (...) Es una extraordinaria combinación de amor y poder. Los intentos constantes de Gu por conquistar a Luo y las, a veces débiles, resistencias de Luo son muy conmovedores. Los personajes secundarios también son en su mayoría decentes pero Luo (Xu Weizhou) y Gu (Huang Jingyu) realmente hacen esta serie."
Crítica de arcane112 en IMDB 

En mydramalist.com con 4.718 puntuaciones obtiene una valoración de 8,6 sobre 10.

"Lo que realmente me gusta de esta serie es que la actuación es totalmente natural, especialmente la persistencia de los dos protagonistas (Gu Hai y Bai Luo Yin), realmente amo estos personajes ... no es una serie gay típica, el contenido es bueno, las escenas geniales y para mí es perfecta. Pude vincularla con mi anterior relación en la cual ambos fuimos tercos pero con suave corazón."
Crítica de Rex Gonsales en mydramalist.com 

## Censura
El primer episodio emitido en línea registró aproximadamente 10 millones de visitas el día después de su lanzamiento, convirtiéndose en el segundo programa más visto en la plataforma iQiyi.
Tres episodios antes del final de la temporada, hacia el 25 de febrero de 2016, todos los episodios de la serie fueron eliminados de las plataformas de transmisión de video chinas por orden de SAPPRFT. Para 2018, la serie sigue sin ser accesible a los espectadores chinos. Sin embargo, unos días más tarde, la serie completa con los últimos tres episodios se alojaron en el canal oficial de YouTube de Huace Film & TV y son accesibles para los espectadores fuera de la China continental en su idioma original y subtitulados en inglés. Algunos de los capítulos han superado el 1.000.000 reproducciones en la plataforma de streaming.
El 17 de abril de 2016 se comunicó que la productora canceló de forma permanente la segunda temporada prevista. También se divulgó que las autoridades prohibieron a los dos actores principales volver a aparecer en pantalla extremo luego desmentido ya que tanto Xu Weizhou como Huang Jingyu han participado en diversos proyectos cinematográficos y en series web.

## Banda sonora
| N.º | Título de la canción                 | Artista                   | Compositor       | Comentarios      |
| --- | ------------------------------------ | ------------------------- | ---------------- | ---------------- |
| 1   | «If Hai Has Yin» «海若有因»          | Xu Weizhou & Huang Jingyu | Xu Weizhou       | Tema de apertura |
| 2   | «Walk Slowly» «慢慢走»               | Xu Weizhou                | Xu Weizhou       | Tema de cierre   |
| 3   | «I Think» «我想»                     | Shuhei Nagasawa           | Xiao Long Lao Si |                  |
| 4   | «If (I) Don't Have You» «如果没有你» | Teresa Teng               | Xiao Xuan        |                  |